# Ole Jørgen Schmidt
Ole Jørgen Schmidt (10. juli 1793 i København – 27. februar 1848 i Hamborg) var en dansk arkitekt, der stilistisk tilhørte klassicismen og sammen med Matthias Hansen fik væsentlige opgaver i Hamborg og Holsten.
Ole Jørgen Schmidt var søn af snedkermester Friderich Schmidt og Laurence Sophie Kaas og uddannede sig til bygmester ved Kunstakademiet, hvor han var elev af den altoverskyggende C.F. Hansen og vandt den lille, 1815 den store sølvmedalje og, efter at have konkurreret flere gange, 1823 den lille guldmedalje. Fra 1818 til 1824 var han hjælpelærer ved Akademiets anden Bygningsskole og var allerede da blevet gift (22. november 1816 i København) med Karen Kristine Starup (døbt 26. marts 1797 smst. – 29. april 1871 i Hamborg), datter af skrædder Søren Starup og Maria Brandt.
Med offentlig og privat understøttelse rejste han i 1824 til Italien, hvor han flittigt studerede sit fag og tilfredsstillede Akademiet ved de prøver på sin fremgang, som han sendte hjem. I Rom blev han en del af kredsen omkring Thorvaldsen. Da han havde pådraget sig gæld i Italien, tegnede Akademiet sig for 200 Rdl. til hjælp til hans hjemrejse, det øvrige måtte, som det synes, de velyndere tilskyde, der havde underholdt hans familie under hans fraværelse, og om sommeren 1827 var han hjemme. Han har udstillet fra 1811 til 1828.
For at blive agreeret ved Akademiet konkurrerede han nu, efter sin hjemkomst fra rejsen, til den store guldmedalje, som blev tilkendt ham den 14. januar 1828 for opgaven En Torveplads, men da han ikke kunne tage den befalede eksamen, mente Akademiet, at det ikke kunne agreere ham på de i maj 1833 fra Altona indsendte arbejder. I 1834 tog han eksamen, men han opnåede dog ikke sit ønske om agreation. Imidlertid havde han fundet sysselsættelse i Altona, hvorfra han i 1836 søgte om embedet som kongelig bygningsinspektør i Holsten, da F.C. Heylmann den ældre tog sin afsked, og i 1840 gentog han sin ansøgning, uden dog at få sit ønske opfyldt. Senere levede han i Hamborg, hvor han tegnede for bygningskommissionen og byggede nogle privathuse samt den engelske menigheds kirke, der stadig findes. I Altona byggede han bl.a. en ny synagoge. Hans hovedværk, G.F. Baurs landsted, nu kaldet Katharinenhof, blev til sammen med Matthias Hansen og en en hvid, kubisk bygning, der både bærer spor af C.F. Hansens klare geometriske volumener såvel som Karl Friedrich Schinkels mere spinkle senklassicisme med rig brug af relieffer. Helt hans eget er det overbevisende projekt til børsen i Hamborg – en basilikalt opbygget bygning i dorisk orden, som der findes en træmodel af.
Nicolai Christian Levin Abrahams, som var sammen med Ole Jørgen Schmidt i Rom, kaldte arkitekten en plebejisk natur, der talte det jævneste københavnske gadesprog. Schmidts breve viser også, at han savnede almen dannelse uden for sit fag. Som kunstner var han derimod i sin ungdom virkelig et lovende talent, men måske hans tidlige giftermål medvirkede til, at han ikke blev til mere.
I 1828 udgav han 1. og 2. hæfte af Conturer til Frescomalerier i Herculanum og Pompeji, som fik offentlig understøttelse ved at der af Fonden ad usus publicos subskriberedes på 30 eksemplarer, samt to hæfter ornamenttegninger, hvert værk på 72 blade, men ingen af dem fortsattes.
Han døde i Hamborg den 27. februar 1848 i temmelig små kår, da han var gået konkurs året forinden og er begravet i denne by.

## Værker
- Ombygning af synagoge i Altona (1832, nedrevet)
- Prælaturbygning, Klosterhof 8, Preetz (fra 1828-29)
- G.F. Baurs landsted og tidligere staldbygning, nu "Katharinenhof" og "Musenstall", Mühlenberger Weg 33, Blankenese (1829-36 sammen med Matthias Hansen, staldbygning 1839 og ombygget 1955, Baurs Park anlagt 1817-32 af Joseph-Jacques Ramée)
- Projekt til børsen i Hamborg (1836, model i Museum für Hamburgische Geschichte)
- Den engelske Kirke, Zeughausmarkt, Hamburg (1836-38)
- Desuden privathuse og Meyers stokkefabrik i Hamburg

### Skriftlige arbejder
- Skizzer af Ornamenter og Arabesker ... fra Pompeji, Herculanum og Stabiæ og Conturer af de antike Fresco-Malerier ... i Pompeji, Herculanum og Stabiæ, 1828-29.